# Jean-Joseph Dessolles
Jean Joseph Dessolles, marquis Dessolles, né à Auch (Gers) le 3 juillet 1767, mort le 2 novembre 1828 au château de Monthuchet de Saulx-les-Chartreux (Essonne), est un général français de la Révolution et de l’Empire, puis homme politique de la Restauration.

## La Révolution française

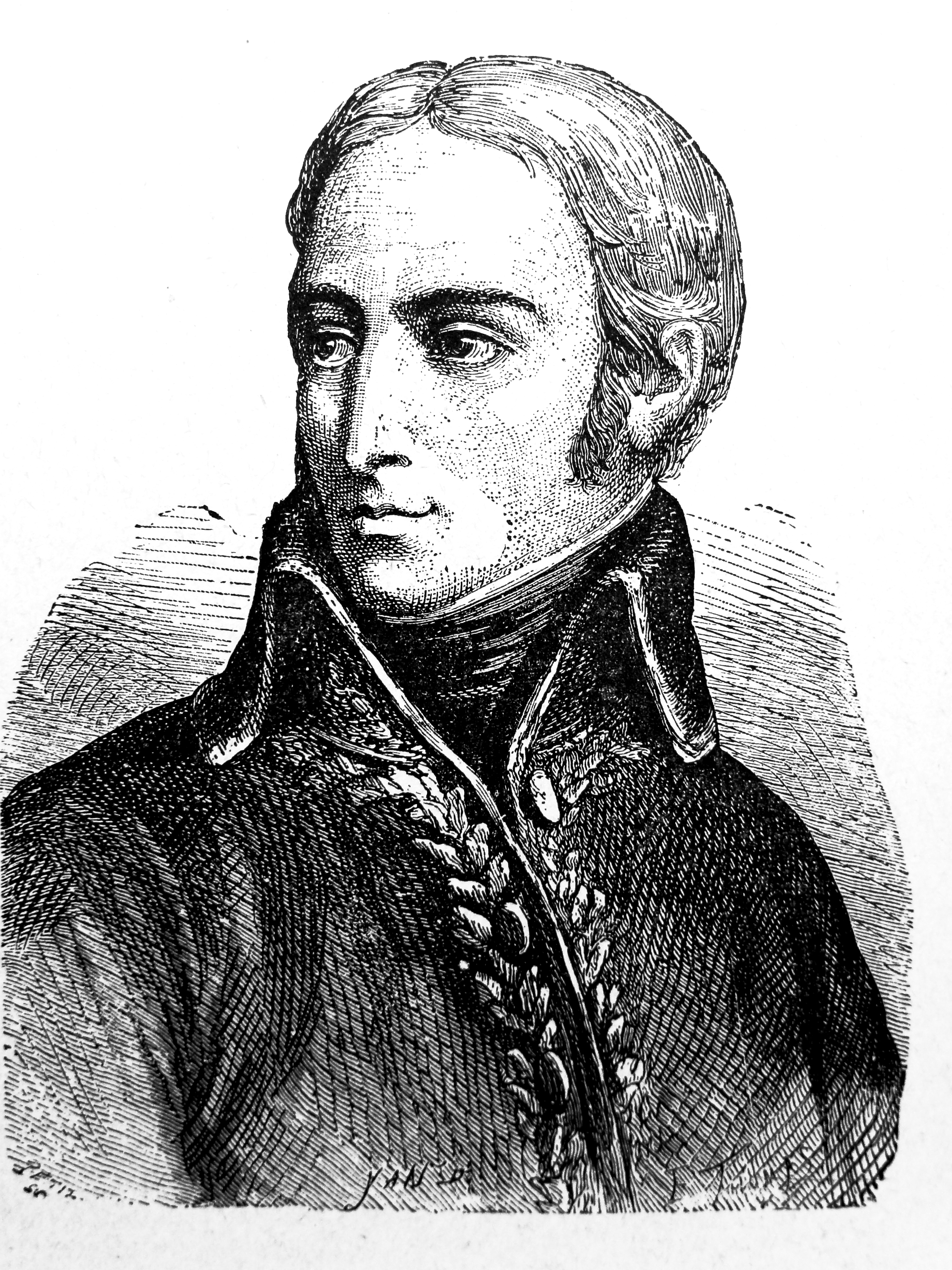
Portrait du marquis Jean Joseph Dessoles par Yan' Dargent

Il reçoit une brillante éducation sous la direction de son oncle Irénée-Yves de Solle qui fut évêque de Digne, puis de Chambéry. Il entre au service en 1792, où on le voit adjudant-général, sous les ordres de Napoléon Bonaparte, pendant les premières campagnes d'Italie. Il est bientôt élevé au grade de général de brigade le 31 mai 1797.
Chef d'état-major de Moreau lors de la campagne d'Italie, il se distingue à Noir en 1799 puis dans la Valteline contre les Autrichiens (1800).
Le 5 germinal an VIII, il bat, dans la Valteline, les Autrichiens qui avaient des forces doubles aux siennes, leur tue 1 200 hommes, en prend 4 000 et dix-huit pièces de canon ; il assiste à la bataille de Novi, aux combats de Sainte-Marie où il est nommé général de division le 13 avril 1799, et de Lodi, où il mérite le glorieux surnom de Decius français, et assiste à toutes les batailles, tous les combats, sièges, passages, etc., jusqu'à la paix de Lunéville.

## L'Empire
Nommé Conseiller d'État en service ordinaire du 30 frimaire an X à l'an XII, il est rattaché à la section de la guerre. Il passe en service extraordinaire en l'an XII et y demeure jusqu'en 1805 comme membre du conseil d'administration de la guerre.
Le 12 pluviôse an XIII, il est nommé gouverneur du palais de Versailles. Il est fait grand officier de la Légion d'honneur en 1805. Il reçoit le commandement en chef provisoire de l'armée de Hanovre. Remplacé par Bernadotte, il est en disponibilité jusqu'en 1808.
Il est cependant disgracié en 1806 pour avoir tenu des propos hostiles à Napoléon, et disparaît de la liste du Conseil le 2 février 1806. Napoléon écrit à Fouché à son sujet le 19 thermidor an XIII : 
« Je vous dirais que le général Desolles a tenu en confidence des propos fort extraordinaires qui montreraient l'existence d'une petite clique aussi envenimée que lâche. » (Correspondance, XI, no 9088).
Il se retire alors dans une propriété qu'il possède près d'Auch, la chartreuse du Pastissé à Preignan.
Il regagne ensuite les faveurs impériales, sans toutefois réintégrer le Conseil d'État, et est envoyé en Espagne comme commandant de division où il sert de 1809 à 1811. Il est chargé alors du commandement d'une division de l'armée d'Espagne, et se distingue à l'affaire de Tolède, à la bataille d'Ocaña, au passage de Sierra Morena, à Despeñaperros, etc. Il s'empare de Cordoue qu'il gouverne de façon « à se concilier les cœurs ».
Il rentre en France en février 1811 jusqu'en mars 1812, date à laquelle il est nommé chef d'état-major d'Eugène de Beauharnais. En 1812, arrivé à Smolensk, sa santé l'oblige à revenir à Paris.

## La Restauration
En 1814, le gouvernement provisoire le nomme général en chef de la garde nationale et de toutes les troupes de la 1re division ; le comte d'Artois le nomme membre du conseil d'État provisoire ; et le roi, ministre d'État, pair de France, major général de toutes les gardes nationales du royaume, commandeur de Saint-Louis, grand cordon de la Légion d'honneur. Ces faveurs furent la récompense de ses efforts auprès de l'empereur Alexandre Ier de Russie pour repousser la régence de Marie-Louise et rétablir les Bourbons.
Il s'oppose au retour de Napoléon pendant les Cent-Jours et se prononce en 1814 en faveur des Bourbons.
Il poursuit une carrière politique sous la Seconde Restauration. Le 28 décembre 1818, il est nommé président du conseil des ministres, et, lorsqu'il quitte le ministère, reçoit de la reconnaissance publique le titre de Ministre honnête homme. Il est Président du Conseil et ministre des Affaires étrangères de décembre 1818 à novembre 1819 ; mais il se retire, dégoûté des exigences du parti réactionnaire. Il se montre toujours par la suite partisan des libertés publiques.
Il meurt en novembre 1828, sur sa terre de Monthuchet. Il est inhumé au Cimetière du Père-Lachaise (28e division).
De son mariage à Paris le 3 juillet 1802 avec Anne-Émilie Picot de Dampierre (1777-1852), fille du général Auguste Marie Henri Picot de Dampierre, il a une seule fille, Hélène-Charlotte-Pauline (Paris, 17 juillet 1803 - Paris, 10 juillet 1864), mariée avec Alexandre Jules de La Rochefoucauld (1796-1856), duc d'Estissac. Il a deux petits-fils Roger, duc d’Estissac et Arthur, Comte de La Rochefoucauld (dont les Princes de La Rochefoucauld-Montbel). Sa petite-fille Thérèse épouse son cousin le prince Marcantonio Borghèse.

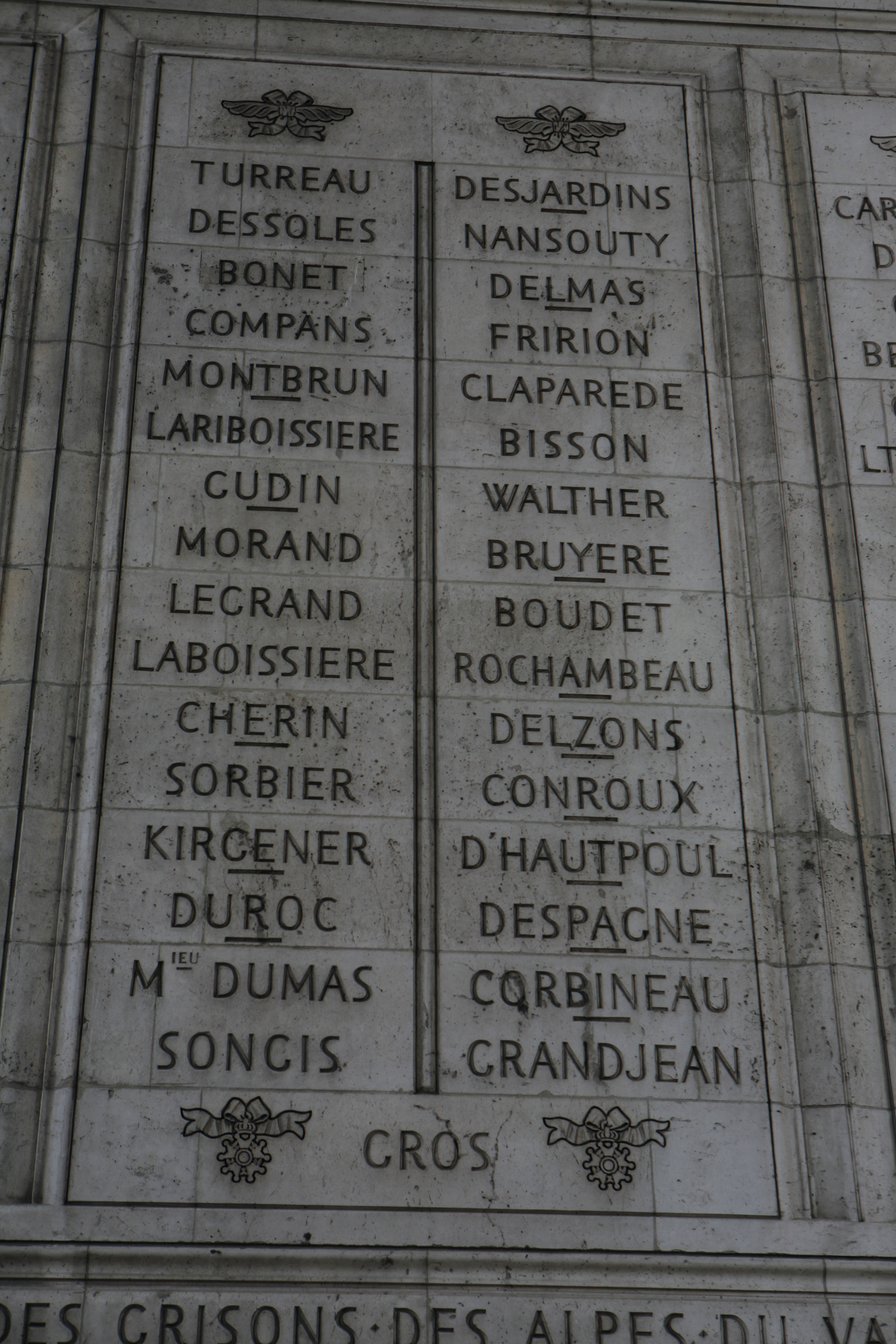
Noms gravés sous l'arc de triomphe de l'Étoile : pilier Est, 15e et 16e colonnes

## Détail des mandats et fonctions

### Au gouvernement
- 29 décembre 1918 - 20 novembre 1819 : président du Conseil et ministre des Affaires étrangères[2]

### Au Parlement
- 4 juin 1814 - 20 mars 1815 : membre de la Chambre des pairs
- 8 juillet 1815 - 2 novembre 1828 : membre de la Chambre des pairs

## Hommage, honneurs, mention...
- Il fait partie des 660 personnalités à avoir son nom gravé sous l’Arc de triomphe de l'Étoile. Il apparaît sur la 15e colonne (l’Arc indique DESSOLES).
- La principale rue piétonne du centre historique d'Auch porte son nom (orthographiée Dessoles).

### Décorations
- Chevalier de l'ordre du Saint-Esprit : 1820
- Légion d'honneur :
  - Grand officier : 1805
  - Grand croix : 1814

### Titre et armoiries
|  | Le Général Dessolles est titré marquis pair de France héréditaire par ordonnance du 31 Août 1817. Armoiries: "d'azur à l'aigle d'argent, au chef d'or chargé de trois étoiles du champ". |
|  | --- |

## Source partielle
- Marie-Nicolas Bouillet  et Alexis Chassang (dir.), « Jean-Joseph Dessolles » dans Dictionnaire universel d’histoire et de géographie, 1878 (lire sur Wikisource)
- « Jean-Joseph Dessolles », dans Charles Mullié, Biographie des célébrités militaires des armées de terre et de mer de 1789 à 1850, 1852 [détail de l’édition]